# Зачарований Світ
«Зачарований світ» — шостий офіційний студійний альбом фолк-метал гурту «Тінь Сонця», який вийшов 1 листопада 2018. Альбом являє собою колекцію романтичних пісень гурту, написаних в різний період, і є своєрідним продовженням однойменного невиданого сайд-проєкту. Його було записано на студіях Sunrise у Києві та Divine Records у Кривому Розі.

## Історія створення
Спершу, у 2005, проєкт «Зачарований Світ» планувався як автономне музичне утворення в рамках «Тінь Сонця». Це мав бути інший гурт, з власними виступами, власним альбомом чи, принаймні, синглами. Зокрема, планувалося, що «Зачарований Світ» буде більш комерційно зорієнтованим проєктом, в якому провідну роль мала би відігравати саме Наталя Данюк. Попри те, що більшість пісень проєкту написав Сергій Василюк («Я так люблю тебе», «Даремно», «За мить до світання», «Поле»), з часом репертуар «Зачарованого світу», мали би здебільшого складати пісні Наталі Данюк («Квітка»). Однак, з різних причин проєкт так і не вдалося реалізувати, і з-поміж усіх пісень вдалося записати тільки «Даремно» і «Поле». Тому було вирішено трохи урізноманітнити творчий доробок «Тінь Сонця» та випустити ці композиції у окремому повноформатному альбомі. Проте, до фінальної версії альбому увійшли не всі композиції, що планувалося включити до сайд-проєкту.

## Про альбом
Перший сингл з альбому побачив світ 12 лютого 2017, хоча на популярних платформах для прослуховування аудіозаписів він став доступний тільки 4 травня. На цю композицію також було відзнято музичний відеокліп, режисером якого виступив Володимир Кареба. Сергій Василюк у інтерв'ю для сайту «Нотатки про українську музику» розповів про цю композицію:
«Свого часу я відкрив для себе музику народного купальського танцю „Наталка“, який невдовзі став лейтмотивом композиції. Він асоціюється із чимось кельтським чи скандинавським, та я гадаю, що цей стародавній мотив якраз і підтверджує те, що музична Україна є невід'ємною частиною європейського культурного простору. Якщо вертатись до пісні, то вона пережила дуже багато творчих перевтілень і гадаю, що саме зараз настав її час. На жаль, триває війна, в той же час, ще довше живуть у наших душах особливі цінності, особливі почуття, про які не варто забувати, а навпаки — про які треба співати! Кохаймо і нехай Доля подарує кожному з нас такі крила, якими можна обійняти увесь світ!»
Другий сингл вийшов 17 червня та включав у себе звичайну та з більш легким звучанням для ротації на радіо. Наприкінці 2017 гурт виклав на своїй сторінці на Youtube концертний відеокліп на цю композицію, виробництвом якої займалися PicOi! LIVE Production. У прямому етері на Армія FM фронтмен гурту, Сергій Василюк, поділився деталями про цей сингл:
«Ми вирішили, що ця пісня має бути з Христиною. Вона людина, яка підтримує наших бійців. З тематики пісні ви зрозумієте, що її голос тут звучить невід'ємно. Коли вона вперше прийшла на запис пісні, композиція почала вдосконалюватися. Позитивна енергетика поширилася на хлопців. І після було придумано багато нових партій»
Третій сингл команда випустила більше ніж через рік після виходу минулого треку, а саме 29 вересня 2018.

Офіційно гурт презентував альбом 1 листопада 2018 на своїх сторінках у соціальних мережах. Сергій Василюк так описав цей альбом та його стиль:
«Це особлива сторінка нашої історії, тому що це по суті колекція усіх наших романтичних пісень за багато років. Деякі з них нові, інші мають довжелезну історію, а кілька з них входили до паралельного проєкту „Зачарований Світ“. Так вийшло, що в пам'ять про той проєкт, до якого руки так і не дійшли, ми вирішили назвати новий альбом. Одразу хочу заспокоїти наших фанів. Це не є відступом від наших музичних традицій. Скажімо так, це є розширенням обріїв. Ця романтика теж є доречною, особливо цієї осені, в цей досить непростий час».

## Список композицій
| #                         | Назва                                                     | Автор слів                  | Автор музики   | Тривалість |
| ------------------------- | --------------------------------------------------------- | --------------------------- | -------------- | ---------- |
| 1.                        | «Закохані вогні»                                          | Сергій Василюк              | Сергій Василюк | 3:12       |
| 2.                        | «Останні ночі без тебе» (за участю Христини Панасюк)      | Сергій Василюк              | Сергій Василюк | 4:10       |
| 3.                        | «Добрий ангел»                                            | Сергій Василюк              | Сергій Василюк | 3:10       |
| 4.                        | «В долонях ніч» (за участю Дар'ї Науменко з NOVI)         | Сергій Василюк, Сашко Обрій | Сергій Василюк | 3:30       |
| 5.                        | «Осінь. Ти моя весна»                                     | Сергій Василюк              | Сергій Василюк | 4:28       |
| 6.                        | «Скам'яніла»                                              | Сергій Василюк              | Сергій Василюк | 2:50       |
| 7.                        | «Я так люблю тебе» (за участю Ірини Василенко з Mysterya) | Сергій Василюк              | Сергій Василюк | 3:50       |
| 8.                        | «Схована у мріях»                                         | Сергій Василюк              | Сергій Василюк | 3:03       |
| 9.                        | «Де зорі нагадують тебе»                                  | Сергій Василюк              | Сергій Василюк | 5:32       |
| 10.                       | «Даремно» (за участю Ірини Василенко з Mysterya)          | Сергій Василюк              | Сергій Василюк | 3:45       |
| Загальна тривалість 37:30 |                                                           |                             |                |            |

## Учасники запису
У записі альбому взяли участь:
| - Сергій Василюк — вокал, бас-гітара - Антон Которович — гітара, скрипка (треки 6 і 8) - Олег Слободян — бандура, клавішні - Юрій Іщенко — барабани | - Станіслав Семілєтов — гітара - Софія Грабовська — скрипка (трек 1) - Іван Лузан — бандура (трек 9) - Микола Лузан — гітара (трек 9) - Сергій Гавара — бас-гітара (трек 9) - Христина Панасюк — вокал (трек 2) - Ірина Василенко з Mysterya — вокал (треки 7 та 10) - Дар'я Науменко з NOVI — вокал (трек 4) |